# Cleft Ledge
Cleft Ledge är en bergstopp i Antarktis. Den ligger i Östantarktis. Nya Zeeland gör anspråk på området. Toppen på Cleft Ledge är 920 meter över havet, eller 71 meter över den omgivande terrängen. Bredden vid basen är 1,7 km.
Terrängen runt Cleft Ledge är bergig söderut, men norrut är den kuperad. Trakten är obefolkad. Det finns inga samhällen i närheten. 